# Leia collarigera
Leia collarigera är en tvåvingeart som beskrevs av Günther Enderlein 1910. Leia collarigera ingår i släktet Leia och familjen svampmyggor. Inga underarter finns listade i Catalogue of Life.